# Satoshi Nakayama
Pour les articles homonymes, voir Nakayama (homonymie).
Satoshi Nakayama (中山 悟志, Nakayama Satoshi) est un footballeur japonais né le 7 novembre 1981.

## Biographie
Cet attaquant a joué 100 matchs en J-League 1 et 73 matchs en J-League 2; il a inscrit 20 buts.